# Овчаренко, Фёдор Данилович
Фёдор Дани́лович Овчаре́нко (8 февраля 1913, Василевщина — 25 декабря 1996) — советский учёный, специалист в области коллоидной химии, академик (1961). Действительный член Национальной академии наук Украины и Нью-Йоркской академии наук, лауреат Государственной премии УССР в области науки и техники (1969), партийный деятель УССР.

## Биография
Родился 8 февраля 1913 года[по какому календарю?] на хуторе Василевщина (ныне Белопольского района Сумской области Украины), в многодетной крестьянской семье (был самым младшим из тринадцати детей, из которых, однако, выжили только четверо). Отец был середняком, отслужил 9 лет в царской армии, участвовал в Русско-японской и Первой мировой войне. Семья и отца и матери происходила из земель бывших Вольностей Войска Запорожского, откуда переселились после 1775 года на Слобожанщину.
В 1934 году окончил Глуховский педагогический институт. Работал там ассистентом на протяжении 1934—1936 гг. на кафедре общей химии у профессора Павла Христофоровича Гребня, которого называл своим учителем. В 1936 году переехал в Киев, работал вольнонаемным преподавателем в 183-м артиллерийском полку, расквартированном в Киеве, в сентябре 1936 года был призван в ряды Красной Армии, получил специальность командира огневого взвода. В 1937 году демобилизовался, чудом избежав репрессий, начавшихся в том году. До 1941 года работал ассистентом на кафедре неорганической химии Киевского ветеринарного института у профессора Бориса Николаевича Шершевицкого (его дед Павел Шершевицкий был другом Тараса Шевченко), который стал наставником Ф. Овчаренко в химической науке.
В июне 1941 года был мобилизован. Служил командиром огневого взвода в 386-м Отдельном зенитно-артиллерийском дивизионе Резерва Главного командования. В феврале 1942 года был назначен заместителем командира батареи, в апреле 1944 — начальником штаба дивизиона; в июне 1944 года назначен к штабу артиллерии 2-го Прибалтийского фронта. Был демобилизован в октябре 1945 года.
После возвращения в Киев продолжил работать на кафедре неорганической химии Киевского ветеринарного института; в феврале 1948 года защитил кандидатскую диссертацию, получил звание доцента и стал заведовать кафедрой неорганической и аналитической химии.
В феврале 1949 года перешёл в Институт общей и неорганической химии АН УССР, директором которого был Антон Думанский. Под его руководством защитил в июне 1955 году докторскую диссертацию: «Гидрофильность глин и глинистых минералов». В 1956 году создал в Институте отдел физической химии дисперсных минералов и работал там до 1967 года.
В 1967 году создал и возглавил Институт коллоидной химии и химии воды (ИКХХВ) АН УССР. Директором ИКХХВ был до апреля 1968 года, когда перешёл на партийную работу, оставаясь заведующим отделом и в дальнейшем. В 1983 году создал в ИКХХВ отдел природных дисперсных систем — на его базе в 1991 года был создан Институт биоколлоидной химии АН СССР, который возглавила его ученица профессор Зоя Ульберг; перешёл работать туда.
Был женат на дочери академика Инге Владимировне Касьяненко.
Умер 25 декабря 1996 года. Похоронен в Киеве на Байковом кладбище.
После смерти Ф. Овчаренко была издана книга «Воспоминания» (Киев, 2000).
Был избран 18 апреля 1961 года академиком АН УССР по специальности: коллоидная химия.

## Научные достижения
Основные работы посвящены коллоидной химии. Детально изучил проблему лиофильно твердых дисперсных тел и физико-химическую механику водных и неводных дисперсий минералов. Установил механизм взаимодействия различных дисперсных минералов с полярными и неполярными дисперсионными средами и определил толщину сольватных слоев на их поверхности. Показал роль гидрофильности в процессах структурообразования. Разработал принципы получения новых дисперсных материалов (адсорбентов, наполнителей, структурообразователей с заданными свойствами) и коллоидных систем.
Является автором научного открытия (декабрь 1988 года) — выборочной гетерокоагуляции микроорганизмов с коллоидными частицами металлов. Это научное открытие имеет фундаментальное значение, поскольку позволяет добывать "тонкое золото" и другие ценные металлы (серебро, платину) в месторождениях с рассеянным содержанием этих металлов в рудах (напр., Мужиевское месторождение на Закарпатье), а также избежать значительного загрязнения окружающей природной среды (что наблюдается при нынешних технологиях с применением цианидов). Свое открытие Овчаренко считал подтверждением идеи Владимира Вернадского о биогеохимической основе биосферы.
Является автором и соавтором более 800 научных трудов, в том числе ряда монографий, среди которых:
- «Гидрофильность глин и глинистых минералов» (1961) (рус.)
- «Палыгорскит в бурении» (1966)(рус.)
- «Адсорбция на глинистых минералах» (1975)(рус.)
- «Каолин Украины: справочник» (1981)(рус.)

## Партийная работа
Еще обучаясь в Глуховском педагогическом институте, был избран секретарём комсомольской организации института. Осенью 1937 года, во время военной службы в 183-м артиллерийском полку, вступил в ВКП (б). В 1945 году был избран секретарем парторганизации Киевского ветеринарного института; в 1949 году был избран секретарём парткома Академии наук УССР.
В 1956—1958 годах заведовал Отделом науки и культуры ЦК КПУ. Показал себя украинским патриотом, проводил украинизацию всех звеньев общественной жизни (настаивал на переводе на украинский язык работы партийных, советских, судебных органов, прокуратуры, учреждений торговли, в кинопрокате, введении преподавания на украинском языке в учебных заведениях среднего и высшего образования), способствовал изданию «Украинской Советской Энциклопедии», переизданию Словаря Бориса Гринченко, произведений Александра Олеся, возрождению журнала «Всесвіт» («Вселенная») (1958).
С 1964 года был депутатом Верховного Совета СССР, Верховного Совета УССР 7—8-го созывов. Возглавлял Общество «Знание» Украины, организовал издание научно-популярного иллюстрированного ежегодника Украина. Наука и культура.
29 марта 1968 года назначен секретарем ЦК КПУ по идеологии (до него эту должность занимал Андрей Скаба). Был единомышленником Петра Шелеста. Восстановил мероприятия, направленные на развитие украинской национальной культуры: защищал Олеся Гончара во время травли его за роман «Собор», и Сергея Параджанова, способствовал украинским писателям и историкам, в частности выхода книг Елены Апанович «Вооруженные силы Украины первой половины XVIII века.» (1970) и Раисы Иванченко «Михаил Драгоманов в общественно-политическом движении России и Украины» (1971), поддерживал Николая Киценко в создании историко-культурного заповедника «Хортица». Всё это стало причиной недовольства в Москве и снятие его с должности 10 октября 1972 г., когда новым руководителем Украины уже был Владимир Щербицкий. Следующим после академика Овчаренко секретарем ЦК КПУ по идеологии стал Валентин Маланчук.

## Награды
- Орден Отечественной войны II степени (6.4.1985)[2]

## Память
В 1998 году имя Федора Даниловича Овчаренко присвоено Институту биоколлоидной химии НАН Украины, созданном в 1991 году по его инициативе. На здании института установлена мемориальная доска.